# Risalamande

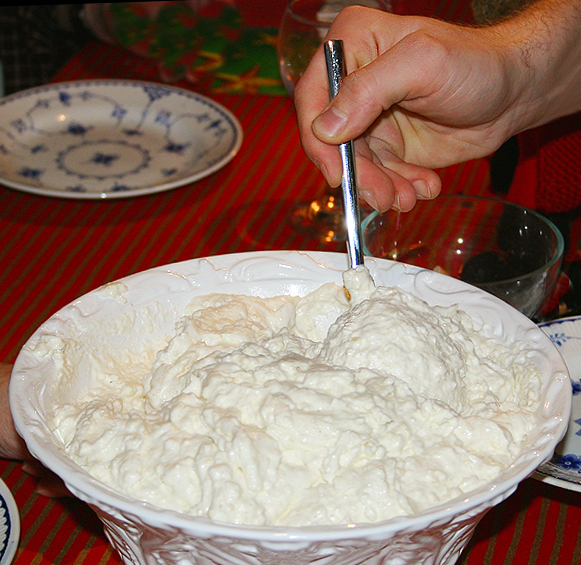
Risalamande.

El ris a la mande (a veces ris a la mande, del francés riz à l'amande, ‘arroz con almendra’) es un postre tradicional danés servido típicamente en Navidad. Se hace mezclando arroz con leche con nata montada, vainilla y almendra picada, y suele tomarse frío con una salsa de cereza (kirsebærsauce).

## Características
Normalmente hay una almendra entera en el postre, y la persona que la encuentra gana un premio especial: quizá un corazón de chocolate, un cerdo de mazapán, un número de la revista Svikmøllen o un pequeño juego de mesa. En hogares con niños pequeños es frecuente que los mayores escondan la almendra entera en la porción de algunos de los niños. Parte de la diversión consiste en que quien encuentra la almendra la oculte tanto como pueda, de forma que el resto de los comensales se vean obligados a comer todo el risalamande buscándolo, incluso aunque hayan comido antes una copiosa cena navideña.

## Otros países
El plato es conocido en Suecia como ris à la Malta, que proviene del nombre danés. Existe también una variedad preparada con pedazos de naranja, apelsinris.
En Noruega el plato se conoce como riskrem (crema de arroz), y es comúnmente servido con una salsa de frambuesa.